# Ground Crew Project
Ground Crew Project là một giáo phái UFO ở Mỹ khởi đầu từ thập niên 1980 và có trụ sở tại California và Hawaii mà về sau được tách thành hai nhóm riêng biệt gọi là Ground Crew và Planetary Activation Organisation. Giáo phái này do Sheldon Nidle sáng lập tại California, bắt đầu từ những bài đăng lên mạng Internet vào năm 1996, và hiện là một tôn giáo trực tuyến.  Đây là một công trình nghiên cứu UFO học mang hơi hướng tôn giáo lạc quan tin rằng Trái Đất đang ở bên bờ vực của một sự biến đổi vũ trụ mà dự kiến sẽ xảy ra khi Trái Đất dường như đã trải qua các đặc tính năng lượng bậc cao của một 'vành đai photon' vào thập niên 1990.  Mục đích của giáophái này nhằm chuẩn bị cho nhân loại cuộc tiếp xúc đầu tiên với quy mô lớn giữa Trái Đất và "Liên đoàn Thiên hà" (Galactic Federation), theo như lời tuyên bố là một tổ chức ngoài hành tinh sẽ ra tay giúp đỡ nhân loại trong quá trình chuyển đổi giả định. Các thành viên của nhóm này đang ráo riết chuẩn bị để đóng những vai trò trung gian chính giữa chủng loài tự nhận là người ngoài hành tinh và cư dân Trái Đất. Sau những dự đoán thất bại, cuộc tiếp xúc giờ đây được cho là xảy ra "càng sớm càng tốt" và các thành viên trong nhóm tích cực giúp đỡ trong việc "dạy dỗ" nhân loại từ trước.

## Lịch sử

### Sheldon Nidle
Sheldon Nidle tự nhận mình đã có những trải nghiệm ngoài hành tinh và UFO ngay sau khi sinh vào ngày 11 tháng 11 năm 1946. Nidle cho biết người ngoài hành tinh đã bắt liên lạc với ông từ hành tinh Sirius,  Nidle nói rằng trải nghiệm của ông bao gồm các sự kiện như giao tiếp thần giao cách cảm, được dạy trên tàu vũ trụ và thu nạp kiến thức từ 'dị vật cấy ghép lõi trực tiếp’. Năm 1994, ông xuất bản cuốn sách mang tên You’re Becoming a Galactic Human (tạm dịch: Bạn đang trở thành một con người Thiên hà) mô tả cuộc gặp gỡ thời thơ ấu với những người ngoài hành tinh đã hạ cánh xuống sân sau nhà mình. Kể từ năm 1955, ông tuyên bố thường xuyên liên lạc với các chủng tộc ngoài hành tinh thông qua thần giao cách cảm và 'những kiến thức cốt lõi trực tiếp'. Tuy nhiên, Nidle nói rằng năm lên 14 tuổi, ông đã chấm dứt giao tiếp với người ngoài hành tinh vì họ kỳ vọng ông sẽ hoàn thành sứ mệnh của mình với tư cách là 'star seed từ Sirius', và có quá nhiều mâu thuẫn giữa kiến thức trên Trái Đất và ngoài Trái Đất. Sau đó, ông trở thành phó chủ tịch Câu lạc bộ Nhà thiên văn Nghiệp dư và làm phim về Nikola Tesla.
Ông theo học tại Đại học Ohio và Đại học Nam California, tốt nghiệp Thạc sĩ ngành chính phủ Đông Nam Á và Thạc sĩ ngành chính trị Hoa Kỳ và hành chính công quốc tế. Sau khi bắt đầu chương trình tiến sĩ, ông đã bỏ dở công việc này để chuyển sang nghiên cứu các nguồn năng lượng thay thế. Nidle tuyên bố mình được người ngoài hành tinh liên lạc lại vào giữa thập niên 1980, cụ thể là “Liên đoàn Thiên hà”, mà ông hiện đại diện cho họ với tư cách là một nhà diễn thuyết.

### Nội bộ chia tách
Tháng 12 năm 1997, Nidle tách khỏi Valerie Donnell, thư ký và là quản trị viên trưởng của Ground Crew, vì những lý do không rõ ràng do cả hai bên đã đăng các tài khoản thay thế về cuộc ly giáo. Tuy nhiên, Donna xuất hiện dưới dạng một “nhân vật truyện tranh” mà những bài đăng của người này đã phá hoại “tiêu chuẩn thẩm mỹ, cao cả hơn trong văn xuôi của Nidle”. Nhưng cô ấy cũng giành quyền quản lý đối với tên gọi và trang web của Ground Crew, buộc Nidle phải thành lập một tổ chức mới. Donner vẫn duy trì trang web Ground Crew, đăng các thông điệp truyền dẫn có nội dung về UFO bao gồm Liên đoàn Thiên hà. Tuy nhiên, trang web chỉ tập trung vào quá trình chuyển đổi tâm linh cá nhân và đến từ một góc độ mang tính thời đại mới hơn: thiên thần, tiên nữ, thần giao cách cảm, giao tiếp với thực vật, v.v...
Nidle sau đó đứng ra thành lập nhóm Planetary Activation Organisation, và tái cấu trúc tổ chức này như là nguồn duy nhất cho các thông điệp về Liên đoàn Thiên hà. Nó được thiết lập như một hệ thống cấp bậc, quan liêu, và nhóm Planetary Activation Groups nhỏ hơn được thành lập. Nidle về sau bắt đầu tạo ra “Web of Light” nhằm hợp nhất các nhóm có cùng quan điểm liên quan đến môi trường, âm mưu của chính phủ và UFO. Những câu chuyện mới xuất hiện liên quan đến sự tiến hóa tâm linh của nhân loại và vai trò của Planetary Activation.